# 小川睦彦
小川 睦彦（おがわ むつひこ、1965年9月23日 - ）は、日本のパラリンピック自転車競技選手。

## 来歴
脳性まひが原因で、生誕時より四肢に障害を抱える。1985年、東京都杉並区役所に入庁。
1992年、リハビリで通っていた東京都立多摩身障者スポーツセンターの職員に勧められて自転車競技に取り組むことになった。1996年のアトランタパラリンピックでは、三輪自転車を使用するCP Div2の5000m個人タイムトライアル(ITT)で金メダル、同じくCP Div2の1500mITTでは銅メダルを獲得した。
その後、シドニー、アテネ、北京と4大会連続でパラリンピックに出場。アテネ大会のCP Div1/2ロードレースでは銅メダルを獲得した。